# 한형모
한형모(韓瀅模, 1917년 4월 29일~1999년 9월 22일)는 한국의 영화 감독이다.

## 생애
평안북도 녕변군 출신이다. 만주에서 미술을 공부하고 1941년 동향의 영화 감독 최인규의 《집없는 천사》에서 미술을 맡으며 영화계에 입문하였다. 이후 최인규의 주선으로 촬영을 정식으로 공부했다.
최인규는 1944년 국민학교 교사가 제자들을 지원병으로 참전하게 한다는 내용의 친일 영화 《태양의 아이들(일본어: 太陽の子供達)》을 찍었는데, 한형모는 이 영화의 촬영을 담당했다. 이듬해 발표된 《사랑의 맹서(일본어: 愛の誓い)》에서도 촬영을 맡아 2008년 발표된 민족문제연구소의 친일인명사전 수록예정자 명단 연극/영화 부문에 포함되었으나 보류되었다.
최인규가 부인인 김신재를 출연시켜 연출한 《사랑의 맹서》는 일본인이 키워준 조선인 고아가 자살 공격으로 전사한 일본군 장교의 뒤를 따라 해군에 지원한다는 내용으로 전형적인 참전 선동 영화이다. 민족문제연구소는 영화계 친일 명단 작성에서 기술직은 제외했으나, 촬영은 영화 제작에서 핵심적인 분야이므로 친일 영화 제작에 반복 참가한 경우 포함시켰다고 밝힌 바 있다.
광복 후 1949년 여순 14연대 반란사건을 영화화한 반공주의 영화 《성벽을 뚫고》을 발표하여 영화 감독으로 데뷔하였고, 《운명의 손》(1954), 《자유부인》(1956) 등에서 당시로서는 과감한 애정 표현을 묘사해 1950년대를 대표하는 흥행 감독이 되었다. 《운명의 손》은 한국 영화 최초의 키스씬이 들어간 영화로 기록되었고, 유부녀의 외도를 다루어 사회적인 논란과 화제를 몰고 온 정비석의 소설을 영화화한 《자유부인》은 흥행에 크게 성공했다.
《청춘쌍곡선》(1956), 《순애보》(1957) 도 잘 알려진 대표작이며, 마지막 작품은 가수 이미자의 삶을 그린 남정임 주연의 《엘레지의 여왕》(1967)이었다.

## 참고자료
- 부산국제영화제, 한국영화 걸작 회고전: 한국문학, 영화를 만나다 - 한형모의 순애보[깨진 링크(과거 내용 찾기)], 2002년
- 이영진 (2007년 1월 8일). “한형모 감독의 〈운명의 손〉, 한국영화 첫 키스신 등장에 5만명 관객 동원”. 씨네21. 2007년 9월 29일에 원본 문서에서 보존된 문서. 2008년 5월 15일에 확인함.